# Rumburk (stacja kolejowa)
Rumburkⓘ – stacja kolejowa w Rumburku, w kraju usteckim, w Czechach. Jest ważnym węzłem kolejowym o znaczeniu regionalnym. Znajduje się na wysokości 135 m n.p.m.
Jest zarządzana przez Správę železnic. Na stacji znajdują się kasy biletowe, na których istnieje możliwość zakupu biletów na wszystkie pociągi w tym międzynarodowe oraz rezerwacji miejsc.

## Linie kolejowe
- 081 Děčín – Rumburk
- 083 Rumburk – Sebnitz
- 084 Rumburk – Panský – Mikulášovice
- 088 Rumburk – Ebersbach (Sachs)